# مسجد محلة الحاجي
مسجد محلة الحاجي (بالفارسية: مسجد محله حاجی) هو مسجد تاريخي يعود إلى عصر القاجاريون، ويقع في همدان.